# 자연 기반 솔루션
자연 기반 솔루션(Nature-based solutions, NBS 또는 NbS)은 사회 환경 문제를 해결하기 위해 자연의 특징과 프로세스를 지속 가능한 관리하고 사용하는 것이다. 이러한 문제에는 기후 변화(완화 및 적응), 물 안보, 식량 안전 보장, 생물 다양성 보존, 재해 위험 감소 등이 포함된다. NBS를 사용하면 건강하고 탄력적이며 다양한 생태계(자연, 관리 또는 새로 생성 여부)가 사회와 전반적인 생물 다양성 모두에 이익이 되는 솔루션을 제공할 수 있다. 2019년 UN 기후 행동 정상회담에서는 기후 변화에 대처하는 효과적인 방법으로 자연 기반 솔루션을 강조했다. 예를 들어, 기후 조치 맥락에서 NBS에는 자연 홍수 관리, 자연 해안 방어 복원, 지역 냉각 제공, 자연 화재 체제 복원이 포함될 수 있다.
예를 들어, 해안선을 따라 맹그로브를 복원 및 보호하는 경우 자연 기반 솔루션을 활용하여 몇 가지 목표를 달성한다. 맹그로브는 해안 거주지나 도시에 미치는 파도와 바람의 영향을 완화하고 CO2를 격리한다. 또한 지역 주민들이 의존할 수 있는 어업을 유지하기 위한 기반이 될 수 있는 해양 생물을 위한 양식장을 제공한다. 또한 맹그로브 숲은 해수면 상승으로 인한 해안 침식을 통제하는 데 도움이 될 수 있다. 마찬가지로 녹색 지붕이나 벽은 도시에서 고온의 영향을 완화하고 빗물을 포착하며 오염을 완화하고 탄소 흡수원 역할을 하는 동시에 생물 다양성을 향상시키기 위해 구현할 수 있는 자연 기반 솔루션이다.
NBS는 2013년부터 유럽 연합 집행위원회에서 NBS에 대한 관심이 높아지면서 점점 더 주류 국가 및 국제 정책 및 프로그램(예: 기후 변화 정책, 법률, 인프라 투자 및 자금 조달 메커니즘)에 통합되고 있다. 그러나 NBS는 여전히 많은 구현 장벽과 도전에 직면해 있다.

## 같이 보기
- 에코 디자인
- 지속 가능한 발전
- 치료정원
- 도시임업